# Paul Bavière
Paul Bavière, né en 1880 à Arras et mort en 1951 à Mesland, est un banquier français, connu pour avoir occupé des postes de direction à la Banque de l'Union Parisienne (BUP), une ancienne banque d'affaires française.

## Biographie
Né le 5 février 1880 à Arras, dans le Pas-de-Calais, Paul Bavière a exercé des fonctions importantes au sein de la Banque de l'Union Parisienne, une institution fondée en 1904 et qui fut la deuxième plus grande banque d'affaires française après la Banque de Paris et des Pays-Bas.

### Carrière professionnelle
Diplômé des hautes Ecoles Commerciales et licencié en droit de l'Ecole de Sciences Politique, il rentre à la Banque de l'Union Parisienne en 1906, est nommé directeur en 1919 puis directeur général en 1923. Lors de la nomination de Jean Tannery comme président du conseil d'administration, il devient vice président délégué en 1937. Il  occupe le poste de président de la BUP de 1939 à 1951 et celui de directeur général de 1940 à 1951.
Lieutenant durant la Première Guerre mondiale, Paul Bavière est blessé à Chilly, en septembre 1916, lors de la bataille de la Somme. Dans l'entre-deux-guerres, il rejoint, en plus de ses activités à la banque de l'Union Parisienne, à la section de guerre économique du 2e bureau de l'État-Major des Armées, en charge de préparer une stratégie de défense économique en cas de nouvelle guerre.
A la tête de la BUP durant l'Occupation, Il s'efforce de faire naviguer la BUP dans le trouble de l'occupation, traitant les dossiers au cas par cas afin d'éviter toute compromission avec l'occupant. Il verse par ailleurs 1 050 000 francs à la Résistance au début de 1944. Il défendra à la Libération le bilan de la BUP devant la Commission nationale interprofessionnelle d'épuration, plusieurs de ses administrateurs témoignant de sa volonté de résistance, à la suite de quoi, il continuera à son poste à la tête de la Banque de l'Union Parisienne jusqu'à sa mort.
Il participe à la direction des entreprises suivantes :
- la Compagnie des Docks-Entrepots du Havre
- la Compagnie Libano-Syrienne des Tabacs
- la Compagnie Française de Tramways et d'Eclairage électrique de Shanghai
- la Banque Commerciale Africaine
- la Banque Franco-Polonaise
- les Forges et aciéries de Huta-Bankowa
- Gaz et Eaux

Paul Bavière meurt le 18 août 1951 à Mesland, dans le Loir-et-Cher.

## Distinctions
- Croix de guerre 1914-1918
- Officier de la Légion d'honneur
- Chevalier de l'ordre de Léopold